# Fürsorge (Dienstrecht)
Fürsorge wird in Deutschland Beamten, Soldaten und Richtern von ihrem Dienstherrn gewährt, zu dem sie in einem öffentlich-rechtlichen Dienst- und Treueverhältnis stehen. Die Fürsorge ist Ausdruck der Treue des Dienstherrn gegenüber seinen öffentlich-rechtlich Beschäftigten als Kehrseite zu deren Treuepflicht.

## Fürsorgepflicht
Zur Fürsorgepflicht des Dienstherrn gehört, für das Wohl der Beamten, Soldaten und Richter sowie ihrer Familien, auch für die Zeit nach Beendigung des Dienstverhältnisses, zu sorgen (§ 78 S. 2 BBG; § 45 S. 1 BeamtStG § 31 Abs. 1 SG, § 46 DRiG). Der Dienstherr sorgt für seine öffentlich-rechtlich Beschäftigten auch durch eine amtsangemessene Alimentation.

## Umfang
Zur Fürsorge gehören die Besoldung, Reisekostenerstattung, Umzugskostenvergütung, Trennungsgeld, Beihilfe, Ruhegehalt, Hinterbliebenen-, Unfall- und Wohnungsfürsorge. Bestimmten Beamten wird zudem freie Heilfürsorge und Dienstkleidung gewährt.

### Soldaten
Für Soldaten gehören zusätzlich zur Fürsorge die freie Heilfürsorge in Form der unentgeltlichen truppenärztliche Versorgung, die Bereitstellung von Dienstkleidung und Ausrüstung, Unterkunft, Verpflegung, Berufsförderung, Eingliederungs- und Zulassungsschein, Übergangsgebührnisse und -beihilfe, Ausgleichsbezüge, Versorgung bei Wehrdienstbeschädigung, Militärseelsorge, Sozialdienst der Bundeswehr, Truppenpsychologen, Heimgesellschaften, Familienbetreuungszentren, Freizeitbüros, Rüstzeiten und weitere vielfältige Maßnahmen der Betreuung.